# Liste der Kreuzer der United States Navy
Dies ist die Liste der Kreuzer der US Navy. Sie beinhaltet alle als Kreuzer (amerikanisch: cruiser) bezeichneten Schiffe. Aufgrund unterschiedlicher Bezeichnungen kann ein Schiff doppelt aufgeführt sein.
Ein * nach dem Eintrag bedeutet, dass der Bau des Schiffes vor dessen Fertigstellung eingestellt wurde.
| Nach Rumpfnummer | Nach Name |
| --- | --- |
| - Atlanta (1884) - Boston (1884) - Chicago (1885) - Harvard (1888) - Vesuvius (1888) - Badger (1889) - Panther (1889) - Yale (1889) - Prairie (1890) - Buffalo (1892) - Yankee (1892) - Yosemite (1892) - Dixie (1893) - St. Louis (1894) - St. Paul (1895) - New Orleans (1896) - Albany (1899) - Frankfurt (1915) - (ACR-1) Maine - (ACR-2) New York - (ACR-3) Brooklyn - (ACR-4) Pennsylvania - (ACR-5) West Virginia - (ACR-6) California - (ACR-7) Colorado - (ACR-8) Maryland - (ACR-9) South Dakota - (ACR-10) Tennessee - (ACR-11) Washington - (ACR-12) North Carolina - (ACR-13) Montana - (C-1) Newark - (C-2) Charleston - (C-3) Baltimore - (C-4) Philadelphia - (C-5) San Francisco - (C-6) Olympia - (C-7) Cincinnati - (C-8) Raleigh - (C-9) Montgomery - (C-10) Detroit - (C-11) Marblehead - (C-12) Columbia - (C-13) Minneapolis - (C-14) Denver - (C-15) Des Moines - (C-16) Chattanooga - (C-17) Galveston - (C-18) Tacoma - (C-19) Cleveland - (C-20) St. Louis - (C-21) Milwaukee - (C-22) Charleston - (CC-1) Lexington - (CC-2) Constellation - (CC-3) Saratoga - (CC-4) Ranger - (CC-5) Constitution - (CC-6) United States - (CA-2) Rochester - (CA-3) Brooklyn - (CA-4) Pittsburgh - (CA-5) Huntington - (CA-6) San Diego - (CA-7) Pueblo - (CA-8) Frederick - (CA-9) Huron - (CA-10) Memphis - (CA-11) Seattle - (CA-12) Charlotte - (CA-13) Missoula - (CA-14) Chicago - (CA-15) Olympia - (CA-16) Columbia - (CA-17) Minneapolis - (CA-18) St. Louis - (CA-19) Charleston - (CL-1) Chester - (CL-2) Birmingham - (CL-3) Salem - (CL-4) Omaha - (CL-5) Milwaukee - (CL-6) Cincinnati - (CL-7) Raleigh - (CL-8) Detroit - (CL-9) Richmond - (CL-10) Concord - (CL-11) Trenton - (CL-12) Marblehead - (CL-13) Memphis - (CL-14) Chicago - (CL-15) Olympia - (CL-16) Denver - (CL-17) Des Moines - (CL-18) Chattanooga - (CL-19) Galveston - (CL-20) Tacoma - (CL-21) Cleveland - (CL-22) New Orleans - (CL-23) Albany - (CL/CA-24) Pensacola - (CL/CA-25) Salt Lake City - (CL/CA-26) Northampton - (CL/CA-27) Chester - (CL/CA-28) Louisville - (CL/CA-29) Chicago - (CL/CA-30) Houston - (CL/CA-31) Augusta - (CL/CA-32) New Orleans - (CL/CA-33) Portland - (CL/CA-34) Astoria - (CL/CA-35) Indianapolis - (CL/CA-36) Minneapolis - (CA-37) Tuscaloosa - (CA-38) San Francisco - (CA-39) Quincy - (CL-40) Brooklyn - (CL-41) Philadelphia - (CL-42) Savannah - (CL-43) Nashville - (CA-44) Vincennes - (CA-45) Wichita - (CL-46) Phoenix - (CL-47) Boise - (CL-48) Honolulu - (CL-49) St. Louis - (CL-50) Helena - (CL-51) Atlanta - (CL-52) Juneau - (CL/CLAA-53) San Diego - (CL/CLAA-54) San Juan - (CL-55) Cleveland - (CL-56) Columbia - (CL-57) Montpelier - (CL-58) Denver - (CL-59) Amsterdam - (CL-60) Santa Fe - (CL-61) Tallahassee - (CL-62) Birmingham - (CL-63) Mobile - (CL-64) Vincennes - (CL-65) Pasadena - (CL-66) Springfield - (CL-67) Topeka - (CA-68) Baltimore - (CA-69) Boston - (CA-70) Canberra - (CA-71) Quincy - (CA-72) Pittsburgh - (CA-73) St. Paul - (CA-74) Columbus - (CA-75) Helena - (CL-76) New Haven - (CL-77) Huntington - (CL-78) Dayton - (CL-79) Wilmington - (CL-80) Biloxi - (CL-81) Houston - (CL-82) Providence - (CL-83) Manchester - (CL-84) Buffalo 1940 abgebrochen - (CL-85) Fargo - (CL-86) Vicksburg - (CL-87) Duluth - (CL-88) Newark 1940 abgebrochen - (CL-89) Miami - (CL-90) Astoria - (CL-91) Oklahoma City - (CL-92) Little Rock - (CL-93) Galveston - (CL-94) Youngstown * - (CL/CLAA-95) Oakland - (CL/CLAA-96) Reno - (CL/CLAA-97) Flint - (CL/CLAA-98) Tucson - (CL-99) Buffalo - (CL-100) Newark - (CL-101) Amsterdam - (CL-102) Portsmouth - (CL-103) Wilkes-Barre - (CL-104) Atlanta - (CL-105) Dayton - (CL-106) Fargo - (CL-107) Huntington - (CL-108) Newark * - (CL-109) New Haven * - (CL-110) Buffalo * - (CL-111) Wilmington * - (CL-112) Vallejo * - (CL-113) Helena * - (CL-114) Roanoke * - CL-115 abgebrochen - (CL-116) Tallahassee * - (CL-117) Cheyenne * - (CL-118) Chattanooga * - (CL/CLAA-119) Juneau - (CL/CLAA-120) Spokane - (CL/CLAA-121) Fresno - (CA-122) Oregon City - (CA-123) Albany - (CA-124) Rochester - (CA-125) Northampton * - (CA-126) Cambridge * - (CA-127) Bridgeport * - (CA-128) Kansas City * - (CA-129) Tulsa * - (CA-130) Bremerton - (CA-131) Fall River - (CA-132) Macon - (CA-133) Toledo - (CA-134) Des Moines - (CA-135) Los Angeles - (CA-136) Chicago - (CA-137) Norfolk * - (CA-138) Scranton * - (CA-139) Salem - CA-140 Dallas * - CA-141 abgebrochen - CA-142 abgebrochen - CA-143 abgebrochen - (CL-144) Worcester - (CL-145) Roanoke - (CL-146) Vallejo * - (CL-147) Gary * - (CA-148) Newport News - (CA-150) Dallas * - (CB-1) Alaska - (CB-2) Guam - (CB-3/CBC-1) Hawaii * - (CB-4) Philippines * - (CB-5) Puerto Rico * - (CB-6) Samoa * - (CLC/CC-1) Northampton - (CAG-1) Boston - (CAG-2) Canberra - (CLG-3) Galveston - (CLG/CG-4) Little Rock - (CLG/CG-5) Oklahoma City - (CLG/CG-6) Providence - (CLG/CG-7) Springfield - (CLG-8) Topeka - (CGN-9) Long Beach - (CG-10) Albany - (CG-11) Chicago - (CG-12) Columbus - CG-13 abgebrochen - CG-14 abgebrochen - CG-15 abgebrochen - (CG-16) Leahy - (CG-17) Harry E. Yarnell - (CG-18) Worden - (CG-19) Dale - (CG-20) Richmond K. Turner - (CG-21) Gridley - (CG-22) England - (CG-23) Halsey - (CG-24) Reeves - (CGN-25) Bainbridge - (CG-26) Belknap - (CG-27) Josephus Daniels - (CG-28) Wainwright - (CG-29) Jouett - (CG-30) Horne - (CG-31) Sterett - (CG-32) William H. Standley - (CG-33) Fox - (CG-34) Biddle - (CGN-35) Truxtun - (CGN-36) California - (CGN-37) South Carolina - (CGN-38) Virginia - (CGN-39) Texas - (CGN-40) Mississippi - (CGN-41) Arkansas - CGN-42 abgebrochen - CG-43 bis CG-46 übergangen - (CG-47) Ticonderoga - (CG-48) Yorktown - (CG-49) Vincennes - (CG-50) Valley Forge - (CG-51) Thomas S. Gates - (CG-52) Bunker Hill - (CG-53) Mobile Bay - (CG-54) Antietam - (CG-55) Leyte Gulf - (CG-56) San Jacinto - (CG-57) Lake Champlain - (CG-58) Philippine Sea - (CG-59) Princeton - (CG-60) Normandy - (CG-61) Monterey - (CG-62) Chancellorsville - (CG-63) Cowpens - (CG-64) Gettysburg - (CG-65) Chosin - (CG-66) Hué City - (CG-67) Shiloh - (CG-68) Anzio - (CG-69) Vicksburg - (CG-70) Lake Erie - (CG-71) Cape St. George - (CG-72) Vella Gulf - (CG-73) Port Royal | - Alaska (CB-1) - Albany (CL-23) - Albany (CA-123) - Albany (CG-10) - Amsterdam (CL-59) - Amsterdam (CL-101) - Antietam (CG-54) - Anzio (CG-68) - Arkansas (CGN-41) - Astoria (CA-34) - Astoria (CL-90) - Atlanta (1884) - Atlanta (CL-51) - Atlanta (CL-104) - Augusta (CL/CA-31) - Badger (1889) - Bainbridge (CGN-25) - Baltimore (C-3) - Baltimore (CA-68) - Belknap (CG-26) - Biddle (CG-34) - Biloxi (CL-80) - Birmingham (CL-2) - Birmingham (CL-62) - Boise (CL-47) - Boston (1884) - Boston (CA-69) - Boston (CAG-1) - Bremerton (CA-130) - Bridgeport (CA-127) * - Brooklyn (CA-3) - Brooklyn (CL-40) - Buffalo (1892) - Buffalo (CL-84) 1940 abgebrochen - Buffalo (CL-99) - Buffalo (CL-110) * - Bunker Hill (CG-52) - California (ACR-6) - California (CGN-36) - Cambridge (CA-126) * - Canberra (CA-70) - Canberra (CAG-2) - Cape St. George (CG-71) - Chancellorsville (CG-62) - Charleston (C-2) - Charleston (C-22) - Charleston (CA-19) - Charlotte (CA-12) - Chattanooga (C-16) - Chattanooga (CL-18) - Chattanooga (CL-118) * - Chester (CL-1) - Chester (CA-27) - Cheyenne (CL-117) * - Chicago (1885) - Chicago (CA-14) - Chicago (CL-14) - Chicago (CL/CA-29) - Chicago (CA-136) - Chicago (CG-11) - Chosin (CG-65) - Cincinnati (C-7) - Cincinnati (CL-6) - Cleveland (C-19) - Cleveland (CL-21) - Cleveland (CL-55) - Colorado (ACR-7) - Columbia (C-12) - Columbia (CA-16) - Columbia (CL-56) - Columbus (CA-74) - Columbus (CG-12) - Concord (CL-10) - Constellation (CC-2) - Constitution (CC-5) - Cowpens (CG-63) - Dale (CG-19) - Dallas (CA-140) * - Dallas (CA-150) * - Dayton (CL-78) - Dayton (CL-105) - Denver (C-14) - Denver (CL-16) - Denver (CL-58) - Des Moines (C-15/CL-17) - Des Moines (CA-134) - Detroit (C-10) - Detroit (CL-8) - Dixie (1893) - Duluth (CL-87) - England (CG-22) - Fall River (CA-131) - Fargo (CL-85) - Fargo (CL-106) - Flint (CL-97) - Fox (CG-33) - Frankfurt (1915) - Frederick (CA-8) - Fresno (CL-121) - Galveston (C-17) - Galveston (CL-19) - Galveston (CL-93) - Galveston (CLG-3) - Gary (CL-147) - Gettysburg (CG-64) - Gridley (CG-21) - Guam (CB-2) - Halsey (CG-23) - Harry E. Yarnell (CG-17) - Harvard (1888) - Hawaii (CB-3) * - Helena (CL-50) - Helena (CA-75) - Helena (CL-113) * - Honolulu (CL-48) - Horne (CG-30) - Houston (CA-30) - Houston (CL-81) - Hué City (CG-66) - Huntington (CA-5) - Huntington (CL-77) - Huntington (CL-107) - Huron (CA-9) - Indianapolis (CA-35) - Josephus Daniels (CG-27) - Jouett (CG-29) - Juneau (CL-52) - Juneau (CL-119) - Kansas City (CA-128) - Lake Erie (CG-70) - Lake Champlain (CG-57) - Leahy (CG-16) - Lexington (CC-1) - Leyte Gulf (CG-55) - Little Rock (CL-92) - Little Rock (CLG-4) - Long Beach (CGN-9) - Los Angeles (CA-135) - Louisville (CL/CA-28) - Macon (CA-132) - Maine (ACR-1) - Manchester (CL-83) - Marblehead (C-11) - Marblehead (CL-12) - Maryland (ACR-8) - Memphis (CA-10) - Memphis (CL-13) - Miami (CL-89) - Milwaukee (C-21) - Milwaukee (CL-5) - Minneapolis (C-13) - Minneapolis (CA-17) - Minneapolis (CA-36) - Mississippi (CGN-40) - Missoula (CA-13) - Mobile (CL-63) - Mobile Bay (CG-53) - Montana (ACR-13) - Monterey (CG-61) - Montgomery (C-9) - Montpelier (CL-57) - Nashville (CL-43) - Newark (C-1) - Newark (CL-88) 1940 abgebrochen - Newark (CL-100) - Newark (CL-108) * - New Haven (CL-76) - New Haven (CL-109) * - New Orleans (1896) - New Orleans (CL-22) - New Orleans (CL/CA-32) - Newport News (CA-148) - New York (ACR-2) - Norfolk (CA-137) - Normandy (CG-60) - Northampton (CA-26) - Northampton (CA-125) * - Northampton (CLC-1) - North Carolina (ACR-12) - Oakland (CL-95) - Oklahoma City (CL-91) - Oklahoma City (CLG/CG-5) - Olympia (C-6) - Olympia (CA-15) - Olympia (CL-15) - Omaha (CL-4) - Oregon City (CA-122) - Panther (1889) - Pasadena (CL-65) - Pennsylvania (ACR-4) - Pensacola (CL/CA-24) - Philadelphia (C-4) - Philadelphia (CL-41) - Philippines (CB-4) * - Philippine Sea (CG-58) - Phoenix (CL-46) - Pittsburgh (CA-4) - Pittsburgh (CA-72) - Portland (CL/CA-33) - Port Royal (CG-73) - Portsmouth (CL-102) - Prairie (1890) - Princeton (CG-59) - Providence (CL-82) - Providence (CLG/CG-6) - Pueblo (CA-7) - Puerto Rico (CB-5) * - Quincy (CA-39) - Quincy (CA-71) - Raleigh (C-8) - Raleigh (CL-7) - Ranger (CC-4) - Reeves (CG-24) - Reno (CL-96) - Richmond (CL-9) - Richmond K. Turner (CG-20) - Roanoke (CL-114) * - Roanoke (CL-145) - Rochester (CA-2) - Rochester (CA-124) - St. Louis (1894) - St. Louis (C-20) - St. Louis (CA-18) - St. Louis (CL-49) - St. Paul (1895) - St. Paul (CA-73) - Salem (CL-3) - Salem (CA-139) - Salt Lake City (CL/CA-25) - Samoa (CB-6) * - San Diego (CA-6) - San Diego (CL-53) - San Francisco (C-5) - San Francisco (CA-38) - San Jacinto (CG-56) - San Juan (CL-54) - Santa Fe (CL-60) - Saratoga (CC-3) - Savannah (CL-42) - Scranton (CA-138) * - Seattle (CA-11) - Shiloh (CG-67) - South Carolina (CGN-37) - South Dakota (ACR-9) - Spokane (CL-120) - Springfield (CL-66) - Springfield (CLG/CG-7) - Sterett (CG-31) - Tacoma (C-18) - Tacoma (CL-20) - Tallahassee (CL-61) - Tallahassee (CL-116) * - Tennessee (ACR-10) - Texas (CGN-39) - Thomas S. Gates (CG-51) - Ticonderoga (CG-47) - Toledo (CA-133) - Topeka (CL-67) - Topeka (CLG-8) - Trenton (CL-11) - Truxtun (CGN-35) - Tucson (CL-98) - Tulsa (CA-129) - Tuscaloosa (CA-37) - United States (CC-6) - Vallejo (CL-112) * - Vallejo (CL-146) * - Valley Forge (CG-50) - Vella Gulf (CG-72) - Vesuvius (1888) - Vicksburg (CL-86) - Vicksburg (CG-69) - Vincennes (CA-44) - Vincennes (CL-64) - Vincennes (CG-49) - Virginia (CGN-38) - Wainwright (CG-28) - Washington (ACR-11) - West Virginia (ACR-5) - Wichita (CA-45) - Wilkes-Barre (CL-103) - William H. Standley (CG-32) - Wilmington (CL-79) - Wilmington (CL-111) * - Worcester (CL-144) - Worden (CG-18) - Yale (1889) - Yankee (1892) - Yorktown (CG-48) - Yosemite (1892) - Youngstown (CL-94) * - CL-115 abgebrochen - CA-141 abgebrochen - CA-142 abgebrochen - CA-143 abgebrochen - CG-13 übergangen - CG-14 übergangen - CG-15 übergangen - CGN-42 abgebrochen - CG-43 CG-46 übergangen |